# Viral (serie de televisión)
Viral es una serie de televisión por internet de suspenso y ciencia ficción apocalíptica argentina original de Prime Video. La trama sigue la historia de una joven que hace lo posible para reencontrarse con sus familiares en el contexto de una propagación acelerada de un virus mortal que transforma a los humanos en seres salvajes. Está protagonizada por Florencia Benítez, Ignacio Huang y Haien Qiu. La serie tuvo su estreno mundial el 16 de diciembre de 2021.

## Sinopsis
Los medios de comunicación informan sobre la rápida propagación de un virus que transforma a los humanos en fieras salvajes. Ante esto, Anna (Florencia Benítez) busca escaparse y alejarse de su familia, pero en el camino, el caos se apodera de la situación y Anna intentará sobrevivir a los infectados que son peligrosos para poder reunirse con los suyos, sin embargo, en esta travesía se pondrá en juego la línea entre la vida y la muerte.

## Elenco
- Florencia Benítez como Anna Simacc
- Ignacio Huang como "El Chino"
- Haien Qiu como Mechen
- Piru Palacios como Pfister

## Episodios
| N.º | Título                      | Dirigido por   | Escrito por    | Fecha de lanzamiento original |
| --- | --------------------------- | -------------- | -------------- | ----------------------------- |
| 1   | «El diario de Anna Simacc»  | Rodrigo Maggio | Rodrigo Maggio | 16 de diciembre de 2021       |
| 2   | «Es nuestro instinto»       | Rodrigo Maggio | Rodrigo Maggio | 16 de diciembre de 2021       |
| 3   | «Pero las balas si»         | Rodrigo Maggio | Rodrigo Maggio | 16 de diciembre de 2021       |
| 4   | «Así soy ahora»             | Rodrigo Maggio | Rodrigo Maggio | 16 de diciembre de 2021       |
| 5   | «Matar se volvió necesario» | Rodrigo Maggio | Rodrigo Maggio | 16 de diciembre de 2021       |
| 6   | «Sobrevivir es agotador»    | Rodrigo Maggio | Rodrigo Maggio | 16 de diciembre de 2021       |